# هيذر جاريوك
هيذر آن جاريوك ولدت سنة 21 ديسمبر 1982هي لاعبة ومدربة كرة قدم أسترالية سابقة. لعب جاريوك كلاعب خط وسط في مسيرة تركزت في الغالب في أستراليا. لعبت جاريوك 130 مباراة مع المنتخب الأسترالي للسيدات ، وظهر في بطولتين أولمبيتين لكرة القدم وثلاث كأس العالم للسيدات FIFA .